# Laroux
Laroux was de naam van het muziekproject van de Utrechtse muzikant Lenny Laroux. (Ben van der Tier).
Het project Laroux is begonnen in 2003. Met zijn soloproject nam Lenny Laroux een zijsprong van het genre Cajun & Zydeco van zijn vaste band Allez Mama. Het project Laroux is dan ook ontstaan uit de wens om een ander idioom en andere muziekinvloeden ten gehore te brengen.
Voor dit project heeft Lenny Laroux de hulp ingeroepen van meer dan 25 bevriende muzikanten uit de wereld van de folk en de zydeco. Het samenwerken met deze groep totaal verschillende professionals én amateurs heeft geleid tot het ontstaan van een brede muziekstijl, die reikt van Ierse ballads tot Celtic Techno.
Dit project heette 'Liever een Pallieter' en heeft geduurd tot 2006.
In 2007 heeft Lenny Laroux een hiaat ingelast voor Laroux en Allez Mama. In 2015 heeft Laroux de draad weer opgepakt en is er samen met de muzikanten een aantal nieuwe composities geschreven. De band bestaat nu uit oudgediende van Allez Mama, aangevuld met oudgediende Wouter Kuyper op trekzak, fluiten en doedelzak. Door middel van een Crowdfunding is er geld ingezameld voor de opname van de tweede CD en de promotie van een nieuwe theatertour. In het najaar van 2015 werd er nieuw materiaal opgenomen in de Swamp Studio in Raamsdonksveer en in de Silvox Studio in Bontebrug. De band is daarbij bijgestaan door onder andere Joost van Es op viool en Vasile Luca op cymbalom. 
In 2016 presenteerde Laroux en 'De Meute' (zijn muzikale vrienden) zijn tweede CD, "Gekanteld Gras". Waar op de vorige cd de muziek nog erg bombastisch was, gaat de tweede cd meer richting de Balkan en het Vlaanderenland en is bij dit album is meer gebruik gemaakt van 'African High Life'-invloeden. Het album is gepresenteerd in juni 2016 in Theater Pantalone in IJsselstein
Aan het project Laroux is op 15 mei 2022 een abrupt einde gekomen door het overlijden van Lenny Laroux. De overgebleven bandleden hebben besloten om zonder hun oprichter, frontman en bandleider niet verder te willen. 

## Discografie
- 2004: Liever Een Pallieter
- 2016: Gekanteld Gras
- 2022 Tussen de buien door

## Live-band
Na het uitkomen van de CD Liever een Pallieter heeft Laroux een kleine tournee gemaakt met een live-band van zeven muzikanten. Bij de persintroductie in het Beauforthuis in Austerlitz speelden naast Laroux (accordeon, fujara, draailier, talking drum, triangel, trekzak en zang): Derk Korpershoek (bas), Wouter Kuyper (fluiten, doedelzak en trekzak), Janos Koolen (gitaar, mandoline en banjo), Hellen van der Voort (viool), Peter de Frankrijker (gitaar) en Ton van Dort (drums). Met deze band werd een aantal optredens in het land gespeeld. Nadat echter bleek dat de zevenkoppige band te groot was voor de Nederlandse folk-podia, heeft Laroux de optredens afgemaakt met een meer compacte band, bestaand uit Laroux, Janos Koolen en Wouter Kyper. In 2006 is de band gestopt met optreden en kwam er een eind aan het soloproject.
De volledige band was in 2005 te zien als openingsact op het festival Folkwoods in Nuenen. 
Vanaf 2016 speelde Laroux met het programma "Gekanteld Gras" een aantal keren per jaar in de kleine theaters en in folkgelegenheden. De live-bezetting bestond uit Laroux, bijgestaan door Erik van Es (bas) Baaf Stavenuiter (drums), Ad van Emmerik (mondharmonica, gitaar, mandoline), Wouter Kuyper (trekzak, fluiten, doedelzak) en Peter de Frankrijker (gitaar, mandoline). 
Het laatste optreden van Laroux was de CD-presentatie voor de CD Tussen De Buien Door in theater ZIMIHC in Utrecht. Kort daarna werd bekend dat Lenny Laroux ongeneeslijk ziek was. Op 26 mei 2022 was er nog een afscheidsconcert gepland in Azotod, de Meern, maar door het vroege overlijden van Lenny Laroux kon dit geen doorgang vinden.